# Карлос Кастресана
Карлос Кастресана Фернандес (ісп. Carlos Castresana Fernández; нар. 1958) — іспанський юрист, очолював Комісію ООН проти безкарності в Гватемалі.

## Кар'єра
У 1980—1985 роках працював адвокатом, у 1986—1989 роках — суддею. Далі служив прокурором у Вищих судах Каталонії та Мадрида, а також в спеціальних прокуратурах з боротьби проти наркотиків та з корупцією.
2005 року Кастресана став прокурором Верховного Суду Іспанії.
У вересні 2007 року він очолив Міжнародну комісію ООН по боротьбі з безкарністю в Гватемалі. За його участю заарештували понад 150 чиновників Гватемали, включаючи екс-президента Альфонсо Портільо, трьох колишніх міністрів внутрішніх справ, чотирьох з п'яти генералів армії, трьох директорів національної поліції, бізнесменів, конгресменів, наркоторговців, торговців дітьми і жінками. У червні 2010 року подав у відставку.
Згодом Карлос Кастресана — член Опікунської ради Міжрегіонального науково-дослідницького інституту Організації Об'єднаних Націй з питань злочинності та правосуддя.
З 2014 року —  професор коледжу Гаверфорд, штат Пенсільванія.
Восени 2017 року його запрошено до участі у конкурсі на посаду аудитора Національного антикорупційного бюро України. Кастресана погодився, проте через внутрішні політичні розбіжності Верховна Рада так і не розглянула питання.
З вересня 2017 року Карлос Кастресана очолює  — Міжнародну антикорупційну консультативну раду (МАКР), яка діє під егідою Антикорупційної ініціативи Європейського Союзу в Україні.

## Нагороди
У 1997 році він отримав Національну премію з прав людини Іспанії. У 1999 році отримав премію за права людини Аргентинської асоціації прав людини. Почесний доктор Університету Гвадалахари, Мексика у 2003 році. Нагороджений Почесною грамотою міської ради Сан-Франциско, штат Каліфорнія, в 2004 році. У 2006 році він отримав медаль Пошани віце-президента Сенату Республіки Чилі та ступінь доктор honoris causa у Центральному університеті Сантьяго-де-Чилі.